# Hans Ruesch
Hans Ruesch (Hans Rüesch), né le 17 mai 1913 à Naples en Italie et mort le 27 août 2007 à Massagno, près de Lugano, en Suisse) est un écrivain suisse multilingue qui a été aussi pilote de course et un militant actif contre la vivisection. Ses romans d'aventure ont été plusieurs fois adaptés au cinéma.

## Biographie

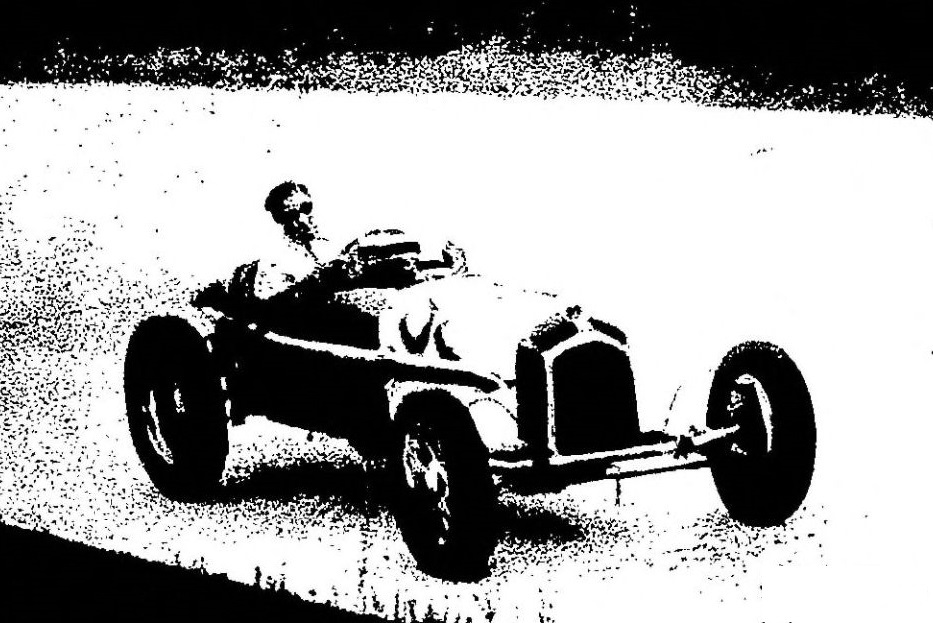
Hans Ruesch, vainqueur de la côte de Lapize en 1936 à Montlhéry, sur Alfa Romeo.

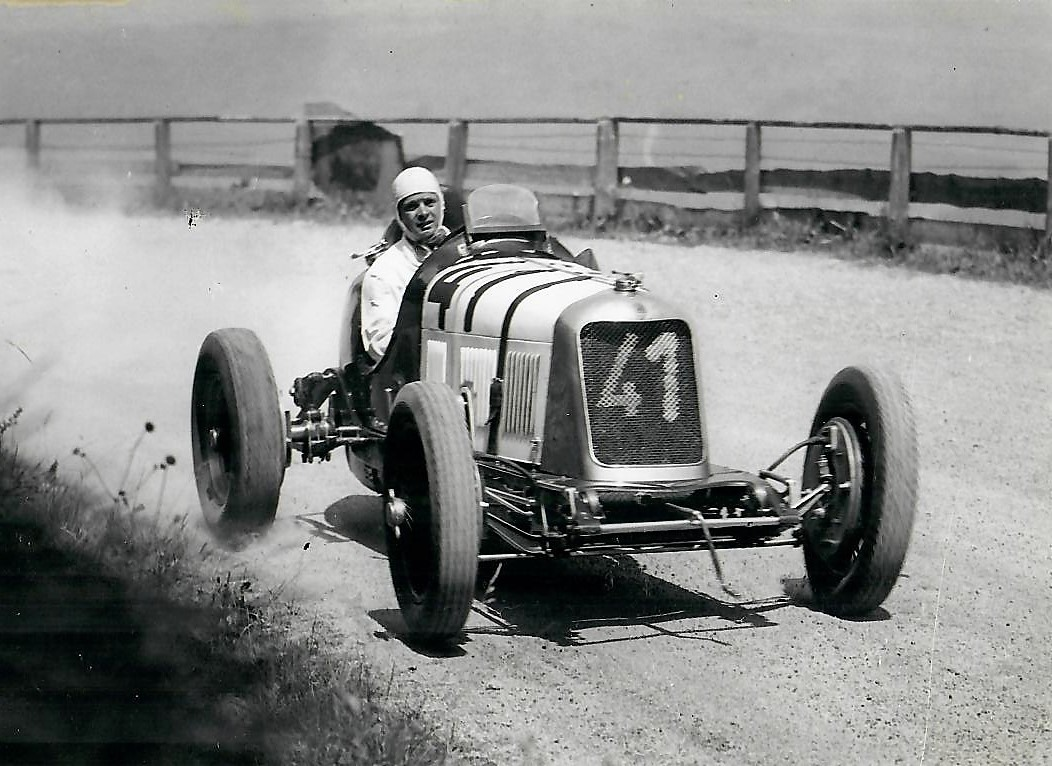
Hans Ruesch, à la course de côte de Rheineck en 1937.

Hans Ruesch, fils d'un industriel suisse alémanique fabricant de textiles, archéologue amateur de l'art pompéien, et d'une mère suisse de langue italienne, est né et a grandi jusqu'à l'âge de 14 ans à Naples. Il commence ensuite des études de droit à Zurich mais les abandonne pour le journalisme et ses articles et petites nouvelles sont rapidement publiés dans les journaux et les magazines. Très tôt passionné par la course automobile, il participe dès 1932, à l'âge de 19 ans, à sa première grande compétition en Suisse et va représenter alors son pays dans plus de cent courses internationales dans les années 1930 : il en gagnera une trentaine, dont la dernière course de côte de Gometz-le-Châtel (1930), celle de Lapize à Montlhéry (1936, sur Alfa Romeo), les Grand Prix automobiles de Donington (1936), du Mountain Championship (1937, à Brooklands), de Finlande (1937), des Frontières (1937), et de Bucarest (1937), en établissant au passage deux records du monde (dont celui du kilomètre départ arrêté à Montlhéry). En 1935, Buddy Featherstonhaugh effectue quelques courses sur une Maserati 8CM lui appartenant, et la même année Ruesch est quatrième des Mille Miglia. En 1937 (son année la plus brillante) il gagne encore l'Eläintarhanajo finlandais sur Alfa Romeo 8C-35, mais en 1938 un grave accident le détourne pour de longues années de la compétition sur quatre roues, même s'il reste un grand amateur de voitures de course (durant l'été 1953 il disputera cependant encore cinq épreuves, finissant troisième du British Empire Trophy sur Ferrari 340 MM). Il s'oriente alors vers l'activité littéraire, et en 1939 paraît en Suisse, en allemand, son premier roman Gladiatoren, inspiré par la figure de Rudolf Caracciola, le pilote de course allemand le plus célèbre d'avant guerre.
En 1940, à l'arrivée des armées allemandes, il fuit son domicile de Paris et gagne les États-Unis via l'Espagne. Il se met à l'anglais et après quelques mois réussit à faire publier ses petites histoires dans des revues de premier plan comme le magazine mensuel pour hommes Esquire et Collier's Weekly. Il établit ainsi une solide réputation de conteur réaliste et écrit également en allemand, français et italien pour des magazines connus de différents pays.
En 1946, il quitte l'Amérique, s'installe à Naples et fonde une famille avec trois enfants; Hans Ruesch, Peter Ruesch et Vivian Ruesch. (il se séparera de sa femme au début des années 1970). Il continue à écrire et publie en 1950, son grand roman sur les esquimaux Top of the World qui devient « best-seller de l'année» aux États-Unis : il s'agit de l'aventure d'un chasseur esquimau qui tue un missionnaire et est pourchassé par deux policiers dans le monde polaire hostile. Le roman a été traduit dans presque toutes les langues majeures et, vendu à 3 millions d'exemplaires, il a été salué par les commentateurs comme Thomas Mann ou Die Weltwoche (Zürich) qui souligne la « force documentaire de la langue » et on a avancé des comparaisons avec Hemingway ou Jack London. Hans Ruesch collaborera à l'adaptation de son roman que réalise en 1960 Nicholas Ray avec Anthony Quinn et Peter O'Toole sous le titre The Savage Innocents (Les Dents du diable) ; ce film a été en compétition pour la Palme d'Or au Festival de Cannes 1960.
Hans Ruesch tente en 1953 un retour en Formule 1 mais renonce définitivement après un grave accident qui tue un spectateur. Revenu à l'écriture, il publie la même année en anglais (en avril 1953, à New-York) The Racer qui est une reprise de son premier roman paru en Suisse et en allemand en 1937.Le roman a été adapté au cinéma par Henry Hathaway en 1954 avec Kirk Douglas qui interprète le rôle de Gino Borgesa, un pilote de Formule 1, pris au piège de l'excitation de la vitesse et embarqué dans une romance hollywoodienne des années 1950 (le film porte le titre de The racers, au pluriel - Le cercle infernal en français). Une adaptation a été également réalisée en 1956 pour la télévision sous le titre Men Against Speed.
En 1957 paraît à New-York South of the Heart: A Novel of Modern Arabia (publié aussi sous d'autres titres : The Great Thirst / The Arab et traduit en français sous le titre La soif noire - mille et une nuits d'amour et de combats dans une Arabie déchirée (éd. Calmann-Lévy, 1961). L'action mêlant pétrole, islam, amour et luttes pour le pouvoir se déroule dans une Arabie imaginaire des années 1930 et le roman a été adapté sous le titre Or noir par Jean-Jacques Annaud (sortie du film en novembre 2011 en France).
Suivront d'autres textes de fiction comme The Game (Londres, 1961 ; en français La nuit des panthères, 1965) avec pour héros un chasseur suisse confronté aux menaces de la nuit africaine en Rhodésie se remémorant sa jeunesse et ses amours dans la Zurich d'avant-guerre, ou The Stealers (Londres, 1962) qui se centre sur le comportement d'un GI à Naples à la fin de 1943 après la libération de la ville natale de l'auteur qu'il avait découverte meurtrie après la guerre.
Installé en Suisse au début des années 1970, Hans Ruesch se consacre à la défense de la cause animale en protestant contre l'expérimentale médicale sur les êtres vivants. Il combat la vivisection en recensant les barbaries de l'histoire médicale, de Galien à Claude Bernard, dans The Slaughter of the Innocent (Bantam, 1978, Expérimentation animale - Honte et échecs de la médecine). En 1974, il fonde le Centre d'information scientifique sur la vivisection (CIVIS), et doit affronter les procès des puissants laboratoires pharmaceutiques qu'il attaque dans un ouvrage polémique Naked Empress, or the Great Medical Fraud (1982) (L'impératrice nue ou La grande fraude médicale.
Fin août 2007, Hans Ruesch meurt d'un cancer à l'âge de 94 ans à Massagno, près de Lugano en Suisse. Il est resté relativement inconnu dans sa patrie suisse jusqu'à sa mort où ses diverses orientations de vie (pilote, romancier, polémiste) ont brouillé son image, même si ses livres ont été beaucoup lus.

## Œuvres
- Top of the World (roman, 1950), en français : Igloos dans la nuit (éd. Albin Michel, 1953)
- The Racer (roman, 1953), en français Le Cercle infernal (1955, repris par les éditions Marabout Junior en 1966)
- Le Soleil dans la poche (roman traduit de l'italien, Calmann-Lévy 1956)
- South of the Heart: A Novel of Modern Arabia / The Great Thirst / The Arab (roman, 1957), en français  La soif noire - mille et une nuits d'amour et de combats dans une Arabie déchirée (éd. Calmann-Lévy, 1961)
- The Game (roman, 1961), en français La nuit des panthères (éd. Calmann-Lévy, 1965)
- The Stealers (roman, 1962)
- Make a Fortune (1967)
- Back to the Top of the World (1974)
- Imperatrice nuda (Rizzoli, Milan, 1976)
- Slaughter of the Innocent (essai, 1978) (Expérimentation animale - Honte et échecs de la médecine, Édition : Civis)
- Ces bêtes qu'on torture inutilement (édition Pierre-Marcel Favre, 1980)
- Les faussaires de la science (essai, 1981)
- Naked Empress, or the Great Medical Fraud (essai, 1982)
- Expérimentation animale. Honte et échecs de la médecine (éditions Nouvelles Presses Internationales, 1991, paru originellement sous le titre : Ces bêtes qu'on torture inutilement, 1980 ; Slaughter of the Innocent, 1978 ; et Imperatrice nuda, 1976)
- L'Impératrice nue ou la grande fraude médicale (éditions Nenki, 2004 ; paru d'abord en anglais: Naked Empress or The Great Medical Fraud, Civis, 1982 ;  La figlia dell'imperatrice. La grande industria della malattia, 2006)
- La medicina smascherata. L'antivivisezionismo come esperienza politica (Editori Riuniti, 2005)